# Torre Fatjó
La Torre Fatjó és una obra del municipi de Cerdanyola del Vallès (Vallès Occidental) inclosa en l'Inventari del Patrimoni Arquitectònic de Catalunya.

## Descripció
Es tracta d'una torre d'estiueig envoltada de jardí. La seva estructura està formada per dos cossos principals, la planta inferior i un pis superior de dimensions inferiors i que se superposa a la planta originant d'aquesta manera dues terrasses laterals i una posterior. El segon cos està coronat per una teulada de quatre vessants i de gran voladís sostingut per mènsules. Les baranes de les terrasses i el fris que envolta la planta baixa, en la seva part superior, presenten decoració floral. Les finestres estan emmarcades per motllures i els murs estan arrebossats.

## Història
La torre fou construïda a inicis de segle pels senyors Fatjó. Des de llavors i fins al 1970 fou propietat seva. El Sr. Fatjó la va donar al poble amb la finalitat de destinar-la a algun servei de tipus educatiu. Es formà un patronat que decidí destinar-la a guarderia.